# Xã Upper Mifflin, Quận Cumberland, Pennsylvania
Xã Upper Mifflin (tiếng Anh: Upper Mifflin Township) là một xã thuộc quận Cumberland, tiểu bang Pennsylvania, Hoa Kỳ. Năm 2010, dân số của xã này là 1.304 người.